# Agelaea borneensis
Agelaea borneensis är en tvåhjärtbladig växtart som först beskrevs av Joseph Dalton Hooker, och fick sitt nu gällande namn av Elmer Drew Merrill. Agelaea borneensis ingår i släktet Agelaea och familjen Connaraceae. Inga underarter finns listade i Catalogue of Life.